# Нойнер, Дорис
Дорис Нойнер (нем. Doris Neuner, 10 мая 1971, Инсбрук, Австрия) — австрийская саночница, выступавшая за сборную Австрии в 1990-е годы. Принимала участие в двух зимних Олимпийских играх, на играх 1992 года в Альбервиле завоевала золотую медаль программы женских одиночных заездов, в то время как на соревнованиях 1994 года в Лиллехаммере смогла подняться лишь до десятой позиции. Приходится младшей сестрой не менее знаменитой саночнице Ангелике Нойнер, которая в этом виде спорта добилась звания чемпионки мира.
Дорис Нойнер является обладательницей четырёх наград чемпионатов мира, в её послужном списке две серебряные медали (смешанные команды: 1991, 1993) и две бронзовые (одиночные заезды: 1993; смешанные команды: 1995). Спортсменка один раз удостаивалась бронзовой награды чемпионата Европы, она заняла третье место в 1994 году на состязаниях в Кёнигсзее (программа женских одиночных заездов). Лучший результат на Кубке мира показала в сезоне 1992—1993, по окончании которого заняла в общем зачёте второе место (годом ранее она разделила третье место с немкой Габриэлой Колиш).